# Луције Јуније Брут
Луције Јуније Брут (лат. Lucius Junius Brutus) био је оснивач Римске републике и по традицији један од њених првих конзула године 509. п. н. е. Био је праоснивач породице Јунијеваца у Древном Риму, а у којој је био и његов знаменити потомак Марко Јуније Брут.
Главни извор података о Брутовом животу је Тит Ливије који наводи како је он био римски племић, незадовољан тиранском влашћу краља Тарквинија Охолог који је, између осталог, дао погубити Брутовог брата. Како би умањио Тарквинијев страх од освете, Брут је почео фингирати слабоумност те стекао повјерење Тарквинијевог сина Секста Тарквинија. Брут је тако пратио Секста на ходочашћу у Делфима. Тамошње је пророчиште на питање ко ће постати сљедећи римски краљ рекло да ће то бити онај ко први пољуби своју мајку. Брут је на то симулирао спотицање, пао и пољубио тло, исправно закључивши како је пророчиште под „мајком“ мислило на Мајку Земљу.
Након повратка у Рим, Секст је силовао племкињу Лукрецију, Брутову сестру. Она је окупила сву своју родбину, укључујући супруга Луција Тарквинија Колатина, рекла што се догодило и извршила самоубиство. У том је тренутку Брут позвао грађане Рима на оружје како би исправили ту неправду. Они су га послушали те протјерали Тарквинија и Секста у Етрурију.
Брут је, тада, према легенди позвао Римљане да очувају своју новостечену слободу тако што ће се заклети да више никада неће имати краља. Тако је установљена република, а Брут и Колатин су изабрани за прве конзуле.
Ти су догађаји Брута учинили једним од највећих моралних узора у Древном Риму, а његову породицу једном од најугледнијих. Марко Јуније Брут је тако 44. п. н. е. од стране Гаја Касија Лонгина наговорен да учествује у убиству Цезара тако што се стално подсјећао на свог славног претка који је установио републику.
Брут је касније, у доба Просвјетитељства и грађанских револуција 18. и 19. вијека постао једном од највећих икона републиканске идеологије.